# Chaetocnema tarsalis
Chaetocnema tarsalis es un insecto coleóptero de la familia Chrysomelidae. Fue descrita científicamente en 1860 por Wollaston.